# Victoire de l'humoriste
La Victoire de l'humoriste de l'année est une ancienne récompense musicale française décernée annuellement lors des Victoires de la musique de 1985 à 1997. Elle venait primer le meilleur humoriste de l'année selon les critères d'un collège de professionnels. En 1998, a également été décernée une Victoire du spectacle humoristique, qui succède à la Victoire de l'humoriste mais qui ne sera plus au programme des cérémonies suivantes.

## Palmarès

### Humoriste de l'année
- 1985 : Raymond Devos
- 1987 : Coluche
- 1990 : Les Inconnus
- 1991 : Les Inconnus (2)
- 1992 : Smaïn
- 1993 : Guy Bedos et Muriel Robin
- 1994 : Patrick Timsit
- 1995 : Raymond Devos[1] (2)
- 1996 : Les Inconnus[1] (3)
- 1997 : Valérie Lemercier

### Spectacle humoristique de l'année
- 1998 : Il pleut des cordes du Quatuor